# أبو الأعور السلمي
أبو الأعور السلمي، يعد فِي الصحابة، وقال أبو حاتم الرازي[ ؟ ]: لا تصح له صحبة ولا رواية، وشهد حنينًا كافرًا ثم أسلم بعد هُوَ ومالك بْن عوف النصري، وحدث بقصة هزيمة قبيلة هوازن بحنين ثم كَانَ هُوَ وعمرو بن العاص مَعَ معاوية بن أبي سفيان بصفين، وكان من أشد من عنده علَى علي بن أبي طالب وكان علي يدعوا عليه في القنوت.

## نسبه
هو عَمْرو بْن سُفْيَانَ بْن قائف بْن الأوقص بْن مرة بْن هلال بْن فالج بْن ذكوان بْن ثعلبة بْن بهثة بْن سليم وَقَالَ بعضهم فيه: سُفْيَان بْن عَمْرو والأول أكثر وقد قيل فيه: الثقفي، وليس بشيء.

## معركة اليرموك
كما شارك أبو الأعور السلمي في معركة اليرموك الحاسمة بقيادة خالد بن الوليد في سنة 13 هـ وكان على كردوس من كراديس جيش المسلمين في اليرموك والتي انتهت بصالح المسلمين وهزيمة ساحقة للروم.

## فتح دمشق
كما شهد أبو الأعور السلمي فتح دمشق في سنة 17 هـ بقيادة أبو عبيدة بن الجراح ففتحها أبو عبيدة صلحاً وخالد بن الوليد عنوة من جهة الأسوار.

## فاتح طبرية
أرسل أبو عبيدة أبا الأعور السلمي إلى طبريا ليفتحها وليكون ردءاً للمسلمين المتجهين إلى دمشق وحائلاً دون وصول إمدادات رومية إلى دمشق
أما أهل بيسان فقد رغب معظمهم في الصلح مع شرحبيل بن حسنة. في هذه الأثناء كان أبو الأعور السلمي يحاصر مدينة طبرية فلما سمع أهلها بالصلح مع بيسان طلبوا الصلح فصالحهم أبو الأعور السلمي وكذلك شرقي الأردن فقد اكتمل فتحه صلحاً ونزل القادة في المدائن والقرى وكتبوا إلى الخليفة عمر بن الخطاب بالفتح.

## الأردن
حينما أكمل المسلمين فتح الأردن استخلفوا على الأردن أبو الأعور السلمي ليكون لهم درع فلا يهاجمهم العدو من ظهورهم وتكون الأردن قاعدة لانطلاق الفتوحات في بلاد الشام وثبت أبو الاعور السلمي في الأردن ثبوتاً قوياً فلم يهاجمه الروم بها.

## غزوة عمورية
شهد أبو الأعور السلمي وكان هو على جيش الشام قال ابن الأثير: «وفيها غزا معاوية بن أبي سفيان الروم فبلغ عمورية، فوجد الحصون التي بين أنطاكية وطرسوس خالية، فجعل عندها جماعة كثيرة من أهل الشام والجزيرة حتى انصرف من غزاته.»

## فتح قبرص
شهد أبو الأعور السلمي فتح قبرص مع الصحابي الجليل والفاتح الكبير عبد الله بن أبي السرح واتجه الأسطول الإسلامي من سواحل بلاد الشام بقيادة عبد الله بن قيس إلى قبرص وسار إليها أيضاً أسطول إسلامي آخر من مصر بقيادة عبد الله بن أبي السرح فتحها المسلمون عام 28 هـ من البيزنطيين وامبراطورهم آنذاك قنسطانس الثاني، في عهد عثمان بن عفان وصالح أهل قبرص على جزية مقدره سبعة آلاف دينار.

## جانب معاوية بن أبي سفيان
قال البلاذري عندما أستعرض نسب بني سليم: «ومنهم أبو الأعور السلمي، وهو عمرو بن سفيان بن سعيد بن قانف بن الأوقص بن مرة بن هلال، صاحب معاوية، وكان ممن بعث به إلى عمر، وكان على خيل معاوية وكان قادة جيش معاوية على النحو التالي: عمرو بن العاص على خيول أهل الشام كلها، والضحاك بن قيس[ ؟ ] على رجالة الناس كلهم، وذو الكلاع الحميري على ميمنة الجيش، وحبيب بن مسلمة على ميسرة الجيش، وأبو الأعور السلمي على المقدمة. هؤلاء هم القادة الكبار.»

## وفاته
توفي أبو الأعور السلمي في عهد الخليفة معاوية بن أبي سفيان.